# 秀和幡ヶ谷レジデンス
秀和幡ヶ谷レジデンス（しゅうわはたがやレジデンス）は、東京都渋谷区にある集合住宅である。秀和株式会社の「秀和レジデンス」シリーズのマンションの1つ。

## 概要
1974年11月に竣工。総戸数298。かつて異常と思われるルールが多数存在し、「渋谷の北朝鮮」の異名を持つ。クソ物件オブザイヤーでは2020年・2021年に2年連続で入賞している（詳しくは当該記事を参照）。

## 異常なルール
かつて管理組合の理事が20年以上にわたって独裁的な支配を行っており、異常と思われるルールが多数存在した。以下はその例である。
- 外国人や同性愛のカップル、音楽関係者の入居不可[4]。
- 土日祝日と平日午後5時以降はヘルパーやベビーシッターや救急隊員を含めた外部業者の出入り禁止[5]。
- 廊下での立ち話・携帯電話の使用は禁止。
- 洗濯物をベランダに干してはいけない[4][6]。
- Uber Eatsの利用禁止[5]。
- 居住者以外を部屋に宿泊させると、転入出と見なされ10,000円を徴収される[5]。
- 浴室給湯器はバランス釜限定[5]。
- パソコンは一世帯一台まで[7]。

管理組合は敷地内に54台の防犯カメラを設置して監視しており、住民がこうしたルールを破ると管理人に責め立てられるという。
これらの内容は基本的に管理規約には書かれていないが、管理規約中の「書面による理事会の同意を得ること」という文章を根拠に、規約や総会決議にないさまざまなルールが追加されていったという。反発した住民もいたが、「8割の住民の賛同を得ている」と、一向に取り合わなかったほか、管理組合は「住民らの主張はすべて事実無根」と主張していた。また、反対運動は広がる前に潰されており、関係者は露骨な嫌がらせを受けていた。
このようなルールが存在した時期は、都心の好立地にありながら物件価格が地域の他の物件よりも数百万円ほど安くなっていた。

## 管理組合との闘争
2018年、管理組合が管理費を値上げしたことをきっかけに住民有志による反対運動が始まった。この年の年始の総会では、管理費の値上げについての住民からの質問に対し、その理由が一向に明示されなかったうえ、質問者への人格攻撃も行われた。
本マンション内では監視が厳しく活動が困難であるため、月に1〜2回、マンションから離れた喫茶店で相談をしていた。
2021年11月6日の総会では、4度の集計の繰り返しと会場にいた賛同者の票で、総会出席議決権数268票に対して過半数の138票を獲得したことで、旧理事が解任となり、新理事8人が選任された。その後上記のようなルールは撤廃された。前理事長は、票集計の無効を主張し、新体制への引き継ぎも拒否した。これに対し、新理事のうち1名が原告となり、旧理事について「職務執行停止仮処分」を申し立てた。続けて、「理事の地位不存在確認請求訴訟」を東京地方裁判所に提起し、原告側の完全勝訴といえる判決が下された。